# أونيل كومبتون
أونيل كومبتون (بالإنجليزية: O'Neal Compton) مواليد 5 فبراير 1951 في سمتر، الولايات المتحدة، هو ممثل أمريكي.

## الأعمال
- ديب إمباكت
- ساينفيلد
- المدرب
- غريس أندر فاير
- صنع في أمريكا
- تحسين المنزل

## روابط خارجية
- أونيل كومبتون على موقع IMDb (الإنجليزية)
- أونيل كومبتون على موقع روتن توميتوز (الإنجليزية)
- أونيل كومبتون على موقع قاعدة بيانات الفيلم (الإنجليزية)